# Relazioni bilaterali tra Italia e San Marino
Le relazioni bilaterali tra Italia e San Marino hanno attraversato diverse fasi e hanno il loro inizio ufficiale dopo l'Unità d'Italia proclamata al Parlamento Subalpino da Vittorio Emanuele II il 17 marzo 1861.

## Rapporti tra San Marino e l'Italia liberale
Poco dopo la proclamazione del Regno d'Italia a Torino, il 22 marzo 1862 venne firmato il Trattato Italo-Sammarinese tra il presidente del consiglio italiano Urbano Rattazzi e i capitani reggenti Melchiorre Filippi e Domenico Fattori.
Nel 1865 viene firmato il primo trattato di tipo economico tra Italia e San Marino, infatti da quell'anno viene deciso che il governo italiano conierà la lira sammarinese e i francobolli per il piccolo stato verranno stampati grazie a un altro trattato con l'Italia nel 1877.
Nel 1915 molti volontari sammarinesi partecipano alla prima guerra mondiale per far sì che l'Italia ottenga Arbe, l'isola dalmata dove nacque San Marino diacono e per le idee irredentiste diffuse in repubblica.
Nello stesso anno la Croce Rossa Italiana fonda la sezione di San Marino, che parteciperà alla prima guerra mondiale e poi darà origine alla Croce Rossa Sammarinese nel 1949.

## San Marino e l'Italia fascista
Nel 1921 l'Italia inviò i Carabinieri a San Marino per l'istituzione della Gendarmeria. Dopo l'avvento di Mussolini divennero uno strumento per evitare che San Marino diventasse un rifugio per gli antifascisti italiani. I Carabinieri lasciarono San Marino solo nel 1936.
Sempre a San Marino grazie all'influenza italiana sempre più presente durante il fascismo, nel 1922 venne fondato il Partito Fascista Sammarinese con a capo Giuliano Gozi, che controllò la vita pubblica a San Marino fino alla caduta del Partito Nazionale Fascista in Italia.
Grazie ad un accordo con l'Italia fascista, dopo il trattato tra San Marino e Italia firmato nel 1927, venne costruita tra il 1927 e il 1932 la Ferrovia Rimini-San Marino, che servì a Mussolini per legare i destini italiani e sammarinesi.
Con la caduta di Mussolini il 25 luglio 1943, dopo soli 3 giorni venne sciolto il Partito Fascista Sammarinese di Giuliano Gozi e vennero processati i fascisti sammarinesi.

## San Marino e la guerra in Italia (1943-1945)
Nel gennaio 1944 i fascisti a San Marino, grazie all'appoggio di Mussolini fondarono il Fascio Repubblicano di San Marino e presero il potere fino all'agosto dello stesso anno.
San Marino durante la guerra rimase neutrale e ospitò oltre 100.000 profughi italiani provenienti soprattutto dalle Marche e dalla Romagna.
Lo stesso Mussolini assicurò i capitani reggenti che San Marino non sarebbe stato invaso.
Ma subì la guerra in Italia con il bombardamento alleato di San Marino dove morirono 63 sammarinesi e con l'avanzata degli alleati in Nord Italia, dove la Wehrmacht si scontrò con i Gurkha britannici nella battaglia di Monte Pulito.

## I rapporti tra Italia e San Marino durante la Guerra Fredda
Dopo il ritorno della democrazia in Italia e San Marino nel 1945, a San Marino vinse le elezioni il Partito Comunista Sammarinese insieme al Partito Socialista Sammarinese e Paesi come gli Stati Uniti e l'Italia allarmati dall'unico paese occidentale a guida comunista e socialista cercarono di finanziare le forze di opposizione che portarono ai Fatti di Rovereta avvenuti al confine tra Italia e San Marino.
Nel 1951 il ministro degli interni italiano Mario Scelba aveva imposto a San Marino un blocco di polizia per costringere la repubblica del Titano a chiudere il casinò appena aperto. Il blocco durò due anni . La tensione terminò con la stipulazione degli accordi del 1953, con i quali San Marino rinunciava sia alla casa da gioco che all'impianto di un'emittente radiofonica o televisiva.
Nel settembre 1957 l'opposizione anticomunista di San Marino dopo essersi dimessa in massa per evitare l'elezione dei capitani reggenti e l'appoggio finanziario dell'Italia e degli Stati Uniti si ritirò a Rovereta in uno stabilimento industriale in disuso confinante per tre lati dall'Italia formando un governo provvisorio formato da un Comitato Esecutivo, Subito dopo l'Italia circondò lo stabilimento con i carabinieri e riconobbe nello stesso tempo il Comitato Esecutivo come governo legittimo sammarinese, anche se nel frattempo giungevano armi dall'Italia a tutte le forze in opposizione.
L'11 ottobre i capitani reggenti riconobbero il governo provvisorio di Rovereta come l'unico governo legittimo sammarinese era quello riconosciuto dall'Italia e subito dopo il Comitato Esecutivo si spostò a San Marino Città.
Inoltre lo stesso giorno venne sciolto il Corpo di Milizia Volontaria, temendo l'intervento armato del Governo Provvisorio sostenuto da militari italiani verso il Palazzo Pubblico.
Da allora San Marino fu guidato fino alla fine della guerra fredda da forze anticomuniste con una politica estera vicina all'Italia e agli Stati Uniti che portò alla costruzione della superstrada Rimini-San Marino; i lavori iniziarono il 10 agosto 1959 e venne inaugurata alla presenza del Presidente della Repubblica Italiana Giuseppe Saragat il 25 novembre 1965 che incontrò a Palazzo Pubblico i Capitani Reggenti Alvaro Casali e Pietro Reffi.
Inoltre dal 1962 al 1984 vennero inviati 30 carabinieri, poi ridotti a 21 per istituire un nucleo investigativo e di polizia giudiziaria.
Il 20 ottobre 1984 il Presidente della Repubblica Sandro Pertini incontrò i Capitani Reggenti neoeletti Marino Bollini e Giuseppe Amici.

## Italia e San Marino dagli anni '90 a oggi
L'11 e 12 giugno 1990 il Presidente della Repubblica Francesco Cossiga incontrò i Capitani Reggenti Adalmiro Bartolini e Ottaviano Rossi.
Nell'agosto 1991, grazie ad un accordo firmato tra RAI e il governo sammarinese con la mediazione del governo italiano, nacque la televisione pubblica sammarinese, di proprietà per il 50% del governo sammarinese e per il restante 50% dell'emittente radiotelevisiva italiana.
Grazie al trattato monetario in vigore dal 1985, venne firmato un trattato tra Italia e San Marino per l'introduzione dell'euro e l'inserimento di San Marino nell'Eurozona.

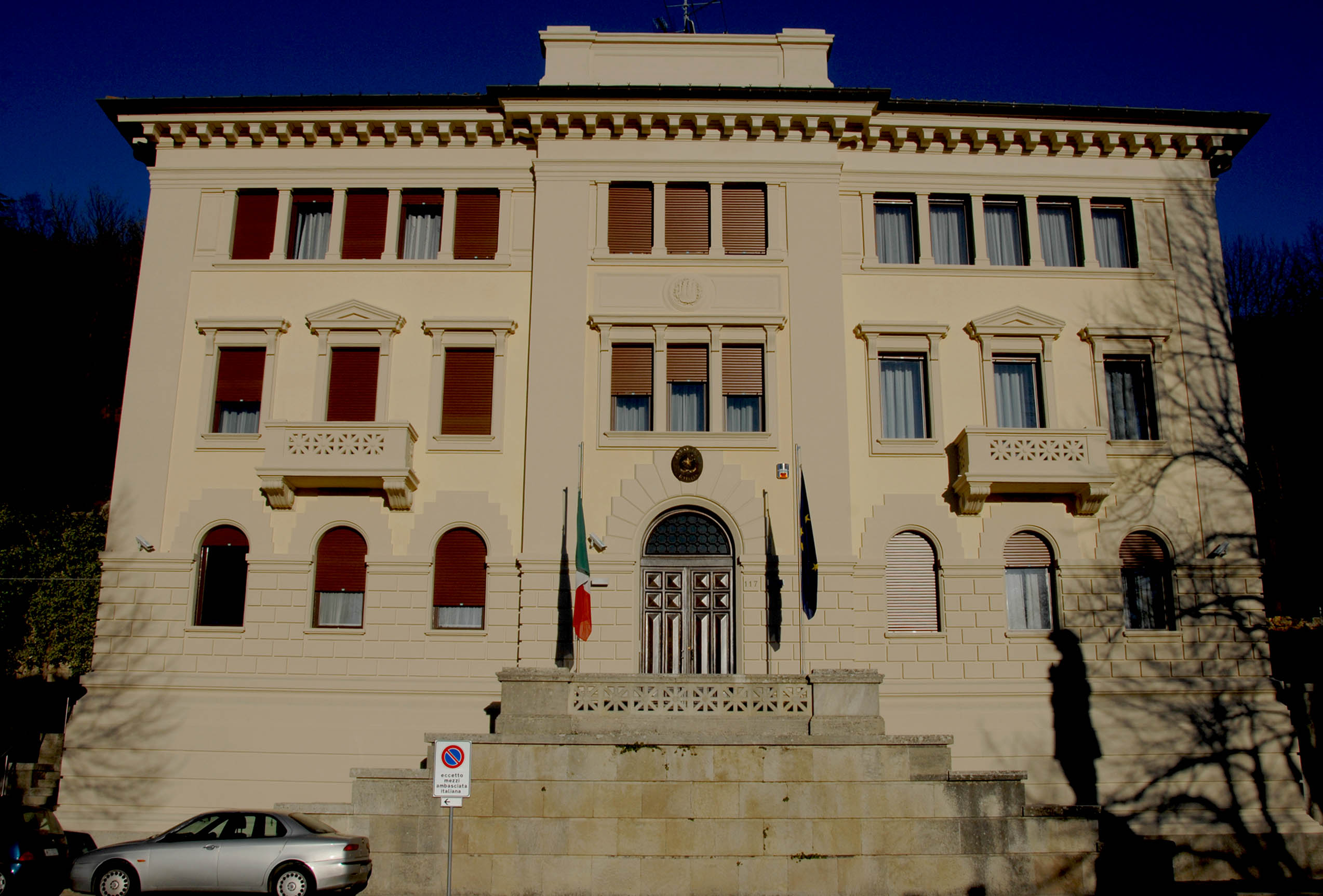
L'ambasciata d'Italia a San Marino, aperta nel 2007.

I problemi irrisolti tra Italia e San Marino riguardano lo status dei 6.000 frontalieri italiani relativamente alla mancanza di una convenzione tra i due stati e all'introduzione di un prelievo fiscale sammarinese sui lavoratori frontalieri di 200 euro il 12 gennaio 2011: la questione era arrivata il 23 febbraio alla Commissione esteri della Camera dei deputati e il 16 febbraio aveva provocato un'interrogazione parlamentare del Ministro della Finanze Giulio Tremonti.
Inoltre San Marino viene considerato un paradiso fiscale dall'Italia e questa situazione ha portato varie volte a dissidi tra i due stati, ad esempio in località Pianacci di Fiorentino il 25 marzo 2010 sono stati fermati dalla Gendarmeria due agenti in borghese della Guardia di Finanza, che sono stati fermati e poi accompagnati dalla Gendarmeria fino a Dogana, dove sono stati infine consegnati alle autorità italiane, il 14 febbraio 2011 le procure italiane hanno indagato tutti i 19 giudici di San Marino per "residenza fittizia", ma la legge sammarinese prevede che siano forestieri, quindi la loro posizione è stata poi stralciata dalla procura di Rimini; la decisione di indagare i giudici di San Marino è stata giudicata dal governo sammarinese come una decisione che "mina le fondamenta della Repubblica"
Altre situazioni che hanno reso i rapporti tesi tra San Marino e Italia è la perquisizione del Consolato della Repubblica di San Marino in Rimini da parte della Guardia di Finanza il 21 luglio 2009 per cercare informazioni su una persona domiciliata nel consolato: la perquisizione è stata definita dal governo sammarinese "un atto ingiustificato e poco rispettoso di uno Stato sovrano" e ha portato a proteste formali al ministro degli esteri italiano Franco Frattini, mentre da parte delle autorità italiane il tribunale sammarinese è stato accusato di non essere collaborativo con l'Italia.
Inoltre il Congresso di Stato sammarinese, il 12 maggio 2009 ha inoltrato un richiamo all'ambasciatore italiano a San Marino e ha formalmente protestato circa la RAI, la Guardia di finanza e il programma Report di Milena Gabanelli, che ha mandato in onda su Rai 3 una puntata dedicata a San Marino, il cui contenuto è stato definito dal segretario di Stato alle Finanze, Gabriele Gatti, "negativo e fuorviante per San Marino".
Irrisolta è, inoltre, la questione con l'Italia riguardo all'apertura di un vero e proprio casinò nel territorio della Repubblica, prospettiva fortemente osteggiata dall'Italia e da parte dell'opinione pubblica sammarinese.

## Presidenti della Repubblica italiana che hanno visitato San Marino
Tuttora hanno visitato San Marino cinque Presidenti della Repubblica italiana su dodici e sono stati:
- Giuseppe Saragat il 25 novembre 1965.
- Sandro Pertini il 20 ottobre 1984.
- Francesco Cossiga l'11 e 12 giugno 1990.
- Giorgio Napolitano il 13 giugno 2014.
- Sergio Mattarella il 6 dicembre 2023.

## Sconfinamenti delle Forze Armate italiane a San Marino
Talvolta forze di polizia o militari italiane hanno sconfinato erroneamente nella Repubblica, che ha fatto sempre proteste formali contro il governo italiano, gli sconfinamenti sono avvenuti:
- 25 marzo 2010: un furgone con due militari in borghese della Guardia di finanza del Gruppi Sportivi Fiamme Gialle partito dal Trentino e diretto a Roma sconfina in Repubblica e viene riaccompagnata dopo accertamenti dalla Gendarmeria fino al confine di Dogana[15].
- 8 maggio 2010: un convoglio di cinque mezzi Iveco VM 90 del Reggimento lagunari "Serenissima" con circa trenta militari in uniforme partiti da Venezia e diretti al poligono militare di Carpegna (PU) è fermato all'altezza di Fiorina e dopo gli accertamenti è stato scortato da due pattuglie della Gendarmeria fino al confine di Stato di Galazzano[16].
- 10 maggio 2010: un Fiat Ducato dell'Esercito italiano con a bordo un militare e un civile provenienti da Caserta sconfina in Repubblica e viene fermato per accertamenti dalla Guardia di Rocca e dalla Gendarmeria, il militare afferma che si doveva recare in Repubblica per un sopralluogo[17][18].
- 26 gennaio 2011: Un furgone militare targato Aeronautica Militare della sezione di Bari proveniente da Rimini con cinque i militari in borghese a bordo del mezzo in visita a scopo turistico è fermato appena superato il confine a Dogana, fermati dopo lo svincolo per il Centro Atlante dalla Guardia di Rocca che presidia il confine i militari hanno affermato di non essere a conoscenza del confine e non avendo i permessi necessari per entrare in Repubblica sono dovuti tornare indietro[19].
- 2 febbraio 2011: un'auto della Marina Militare, e un furgone con targa civile con a bordo due militari dell'Aeronautica, due della Marina, un bersagliere partiti da Roma e diretti al Nord per una missione è fermato in Repubblica, i mezzi sono fermati a Serravalle e riaccompagnati dalla Guardia di Rocca al confine di Dogana[20]
- 6 dicembre 2012: quattro mezzi dell'Esercito Italiano di ritorno dal poligono di tiro di Carpegna (PU) è fermato a Domagnano dalla Guardia di Rocca e accompagnato al confine di Dogana[21].

Nel 2010 l'allora segretario di stato per gli affari esteri e politici Antonella Mularoni ha definito gli sconfinamenti "fatti gravi" e disse che "la gente del Titano è stufa di vessazioni esterne".

## Missioni diplomatiche sammarinesi in Italia
- - Roma (Ambasciata)
  - Bologna (Consolato)
  - Bari (Consolato)
  - Firenze (Consolato)
  - Genova (Consolato)
  - Milano (Consolato)
  - Napoli (Consolato)
  - Ravenna (Consolato)
  - Rimini (Consolato)
  - Torino (Consolato)
  - Venezia (Consolato)

## Missioni diplomatiche italiane a San Marino
- - Città di San Marino (Ambasciata)